# فرودگاه ورکنویلیسک
فرودگاه ورکنویلیسک (روسی: Аэропорт Верхневилюйск) یک فرودگاه خصوصی که در جمهوری یاقوتستان در روسیه واقع شده است.